# 미리아미 쿠오스마넨
미리아미 쿠오스마넨(Mirjami Kuosmanen, 1915년 2월 22일 ~ 1963년 8월 5일)은 핀란드의 배우, 영화 각본가이다. 1952 유시상 여우주연상 수상자이다.